# Ruski Stawek

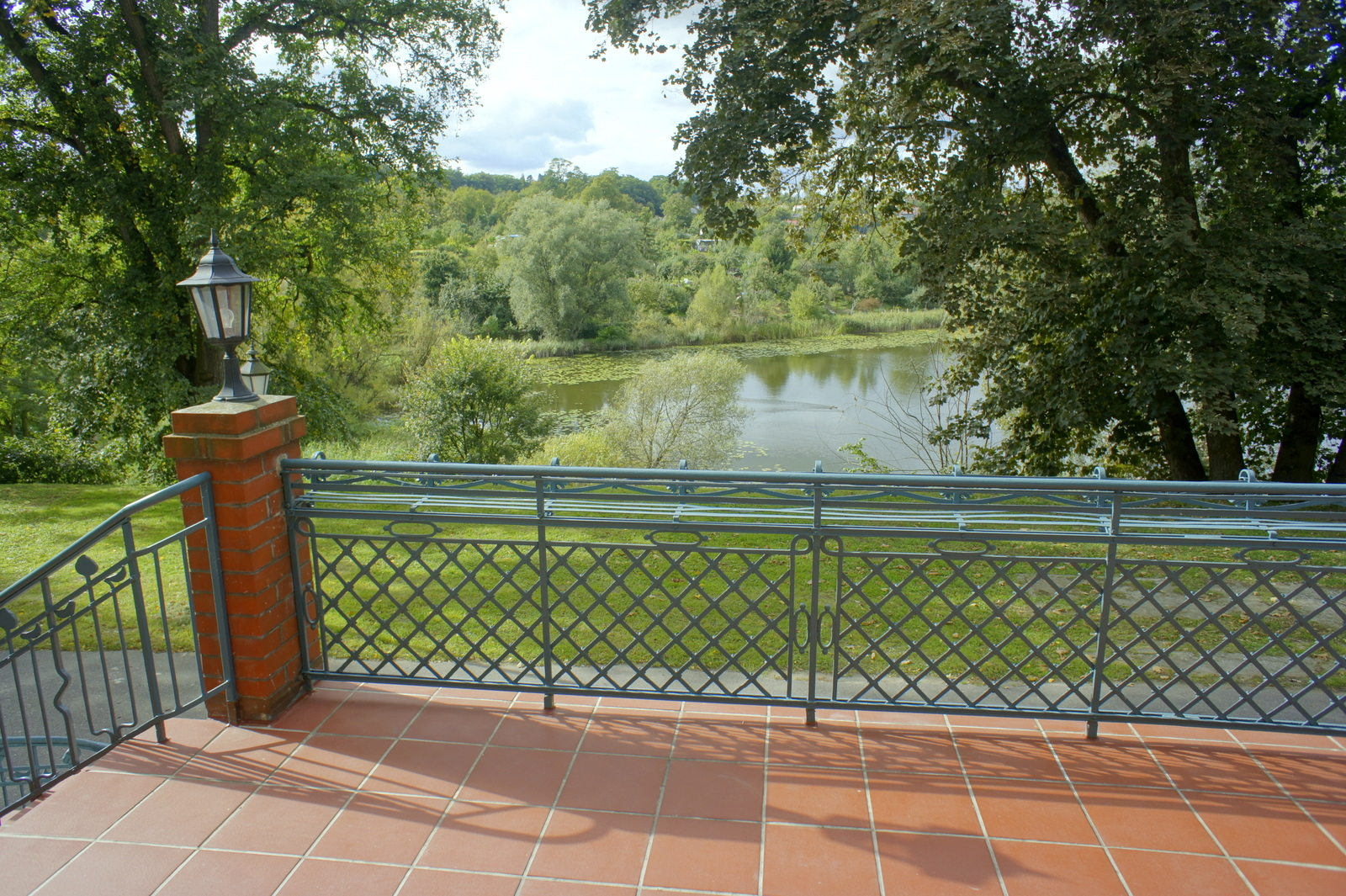
Widok na stawek z tarasu Urzędu Stanu Cywilnego

Ruski Stawek (jezioro Leśnik) – bezodpływowy zbiornik wytopiskowy pochodzenia polodowcowego o powierzchni 1,7 ha i głębokości średniej 1,5 m (maksymalnie 3 m), położony między ulicą Rossevelta a Chodkiewicza przy ulicy Emilii Plater w Gorzowie Wielkopolskim, w dzielnicy Piaski. Źródłem zasilania są wody gruntowe, opady atmosferyczne i spływy powierzchniowe. Do 1945 nosił niemiecką nazwę Schützensee, czyli Jezioro Strzeleckie. W latach 1945–1950 teren wokół akwenu był w posiadaniu Armii Radzieckiej i był niedostępny dla mieszkańców, stąd jego nazwa.